# Bombardier Flexity Link
A Bombardier Flexity Link villamos motorvonat egy német motorvonat, mely a Saarbahn hálózaton, valamint Saarbrückennél közlekedik.
A járműre a város európai tendert írt ki, amelyet a Bombardier Eurorail nyert meg. A kiírás mind a városi villamosvasút, mind a nagyvasút megfelelő igény-rendszerét magában foglalta. A legmarkánsabb különbség a felsővezeték-feszültségben van, a városban biztonsági szempontból nem jöhetett szóba a 15 kV, 16,7 Hz (váltakozó áram), itt 750 V egyenáramot írtak elő. A cég a kölni városi villamos szerelvényét vette alapul a kialakításkor. Ez a járműtípus volt a Bombardier első sikere Németországban. A Saarbahn szerelvénye 8 méterrel hosszabb, mint a kölni modell, így háromrészes kialakítású lett. A gyártást a Bombardier Wien Schienenfahrzeuge cég vezette, elsőnek 15 darabot gyártottak le, 4,6 millió DM/db egységáron.

## Alvázszerkezet
Dupla csuklós motorvonati szerkezet, ahol a két, vezetőállással rendelkező egység (továbbiakban EW=Endwagen) részint egy forgóvázra, részint a csuklón keresztül a középső, két forgóvázzal rendelkező egységre támaszkodik (továbbiakban MW=Mittelwagen). A két EW zömben alacsony padlómagasságú. Belépési magasság 400 mm a vágányjárósík felett. A forgóvázak felett 600 mm a padlómagasság, egy belső lépcsővel. Az MW padlómagassága 800 mm, a csukló zónájában két lépcső vezet fel ide. Az MW padlója alatt a két forgóváz között helyezkednek el a legnehezebb szerkezeti egységek, a transzformátor, az áramátalakító és a hűtőkonténer.

## Felépítmény szerkezet
A váz a két végén hengerelt, hegesztett szerkezetű acéltartókból készült Bécsben, amelyre alumínium válaszfalakat ragasztottak. Az MW-t is Bécsben gyártották. A brüsszeli Metró tapasztalatai alapján teljes egészében alumíniumból készült. A belső válaszfalak is alumíniumból készültek, a szerkezetet szegecselték. A padló leragasztott rozsdamentes acéllemezekből készült. Amikor kész lett az egység, teherautóval Brüsszelbe szállították, itt került sor a 750 V-os egység végszerelésére és próbájára. A méretezést a végeselem-módszerrel hajtották végre, és két teljes szerelvényt leellenőriztek. Az EW vázakat Franciaországban tesztelték. Az ablakok 5 mm vastag biztonsági üvegből keret nélkül készültek, bronzszínűek, melyeket be-ragasztottak a helyükre.

## Külső ajtók
A DB vonalszakaszán 200 mm a távolság az ajtó és a peron pereme között, a magassági eltérés nem számottevő. A távolságot 195 mm méretű lenyíló lépcsővel hidalják át. Az ajtót belülről és kívülről is lehet nyitni nyomógombbal. A nyitást a vezető is vezérelheti. A nyitó szerkezet elektromechanikus, 3 másodperc nyitási, 2,5 sec zárási idővel. A nyitvatartási idő 6 másodperccel megnövelhető, például tolószékes ki-beszállás esetében. 150 N erőhatást meghaladó ellenállás esetén nem záródik be az ajtó. Az ajtók 3 km/óra sebesség elérésekor automatikusan reteszelődnek.

## Utastér
A padlót 16 mm vastag lángmentesített keményfa lemez burkolja, amelyen vöröses-barna tónusú 3 mm vastag szőnyeg van. A keményfa lemez a rozsdamentes padlólemezre, a szőnyeg pedig a fára van felragasztva. Belül a kék-narancssárga színkettős uralkodik, az ülés-huzatok kék színűek a sárga Saarbahn jelvénnyel. A két EW-ben 24-24 ülés van optimálisan elrendezve. A forgóváz feletti részen, ahol 600 mm a padlómagasság, 14 db. A vezetőfülke mellett 650 mm széles ajtó nyílik azon utasok számára, akik a vezetőtől kívánnak jegyet venni. A 400 mm magas síkon 6 ülés van a két 1300 mm széles ajtó között, vele szemben fogódzóval ellátva rokkantkocsi, babakocsi, kerékpár részére van kiképezve tér. Itt található a jegyváltó automata is. Végül a csukló előtt két-két ülés van elhelyezve menetirányban. Az ülések 430 mm szélesek, acélcső vázzal, műanyag bevonattal. Az alumínium elemek termoplasztikus műanyaggal vannak bevonva, amelyet jól lehet takarítani, és ellenáll a rongálásnak is. A csavarok speciális kulccsal nyithatóak, süllyesztett fejjel, kifejezetten a vandalizmus ellen. A középső egységben 48 ülés van, részint egymással szemben, részint sorban. Ez az utastér üvegfallal részlegesen el van választva az EW terétől, klimatizált, főleg a hosszabb távon utazók részére szolgál. Az áramszedő a középső egységen van, a levezető kábeleket műanyagformával markírozzák el. 4 fő/m² értéket figyelembe véve 147 fő részére van állóhely a szerelvényben, így a teljes befogadóképesség 243 utas. A hő- és hangszigetelésre a szigorú környezeti feltételeknek megfelelően választottak anyagokat és megoldásokat (perforált alumíniumlemez a falak felső részénél, a csukló kettős kialakítása, a forgó-vázak védőköténye stb.

## Vezetőfülke
Elegáns külső kialakítású, acélvázra van szerelve, nem csak védi a vezetőt, hanem a fellépő erőket továbbvezeti, mind a kapcsolódásnál, mind az esetleges ütközéskor. A kabint Bécsben gyártották, de Brüsszelben szerelték fel. Az üveg biztonsági, 260 km/óra sebességig ellenálló. A vezetőállásban mind a nagyvasúti követelményeknek megfelelő INDUSI, mind a városi villamosvasúti vonatbefolyásoló elemek be vannak építve. Két független rádióval rendelkezik, a DB és a városi csatornán. A fülke klimatizált, üvegfallal van elválasztva az utastértől. egy kézzel vezérelhető, a menet- és fékparancsokat elektronika adja ki.

## Futómű és fékek
A kölni kocsinál bevált négy hajtott forgóvázas megoldást alkalmaztak, az INDUSI miatt kellett csak változtatni. A két szélső keréknél nyomkarimakenő működik. A város a völgyben van, a függőleges síkú vonalvezetés megkívánja a nyolc hajtott tengelyt. A motorokat az Alsthom szállította, váltakozó áramú aszinkron motorok, 120 kW a teljesítmény 2314/perc fordulatnál. A hajtómű kétlépcsős homlok-fogaskerekes, a tengelyeken Flender tengelykapcsolóval. A primer rugózás gumituskós, a szekunder csavarrúgós. A forgóváz királycsapszeges. A forgóváz kiszerelés egyszerű a szekrény megemelése után, csak egy anyát kell megoldani és a kábeleket könnyen szétválasztani.
Négy különböző, egymástól független fékrendszere van a járműnek:
- Villamos üzemi fék
- Hidraulikus tárcsafék, tengelyenként egy tárcsával
- Rúgótárolós fék
- Forgóvázanként két mágneses sínfék

Ha a fékezési lassulás eléri az 1,6 m/sec² értéket, automatikusan belép a vészfékezés (2,8 m/sec² lassulásértékkel).

## Elektromos rész

### Váltakozó áramú rész
Az elektromos vontatási berendezések mind 750 V egyenáramra, mind 15 kV, 16 2/3 Hz váltakozó áramra ki vannak építve. A szerelvény automatikus átkapcsolóval rendelkezik, amely leföldelt felsővezetéki szakaszon automatikusan átvált a másik hálózatra. A 15 kV-os egység magában foglalja az átkapcsoló egységet is.
A 15 kV-os rendszerben az áram a felsővezetéken keresztül egy olajhűtésű transzformátorba jut, amely 2x400 V-ra transzformálja. Az áram innen az egyenirányítóba, majd szűrőn keresztül a váltakozó áramú egységbe jut. A 15 kV feszültségű villamos berendezések konténerben a középső egység padlója alatt helyezkednek el. A 4,5 tonna tömegű berendezés nehezebb, mint az őt hordozó 3 tonna tömegű kocsiszekrény. A főkapcsoló, a rendszerátkapcsoló és a további elemek, többek között a rendszerfelismerő a középső egység tetején találhatóak. Egy vízhűtésű elektronika ellenőrzi és vezérli a rendszer kombinált víz- és olajhűtését. Így a vontatási átalakító intenzív léghűtést kap. Ha a két átalakító közül egy kiesik, a rendszer csökkentett teljesítménnyel még működik. Az elektronika bármikor diagnosztizálható. A rekuperációs fékezés mindkét üzemmódban lehetséges. Ha kiesik a hálózat, az energia fékellenálláson hővé alakul. A szerelvény egy áramszedővel rendelkezik, amely a középső egység tetején közvetlenül a csuklónál található és elektromechanikus működésű. Állandóan ellenőrzi a feszültséget, a jelzést az átkapcsolóhoz irányítja, amely automatikusan a helyes értéket választja.

### Egyenáramú rész
Az új lehetőségek kihasználása érdekében a gyártók egy új rendszerű vontatási átalakítót fejlesztettek ki a váltakozó áramú hajtás kihasználhatósága érdekében. A GTO átalakító közvetlenül a 750 V hálózati feszültségről üzemel, és a mikroprocesszor vezérlésű menet- és fékszabályozással, valamint a robusztus és karbantartásszegény aszinkron vontatómotorral megfelel a technika mai állásának. Az egyenáramú berendezés részben a három tetőre van szét-osztva. Mindkét EW tetején van összekapcsoló szekrény az MW-vel, itt találhatóak az akkumulátorok, a fékellenállások, a vezetőfülke klímakészüléke, a fedélzeti áramátalakító, a fűtés és szellőzés berendezései, és egy GTO vontatómotor-átalakító, amely már a kölni villamosnál is bevált. Az MW tetején a már felsoroltakon túlmenően találhatóak a kapcsolószekrények és a klímaberendezés. A tetőn lévő berendezések vízhűtésű konténerben vannak, valamint kiegészítő léghűtéssel rendelkeznek szükség szerint.

### Vontatómotorok
A jármű 8 léghűtésű, egyenként 120 kW teljesítményű aszinkron motorral rendelkezik. A beépített 960 kW teljesítményt tekintve ez a jármű a legerősebb ebben a kategóriában. A maximális sebesség 100 km/óra. Két szerelvény összekapcsolva éppen befér a városi megállókba. A jármű 80 ezrelékes emelkedőt tud leküzdeni és szükség esetén egy üres egységet fel tud vontatni 70 ezreléken is.

## Segédüzem
Két statikus átalakító látja el a fedélzeti hálózatot 400/230 V váltakozó árammal és 24 V egyenáram vezérlő feszültséggel. A Kiepe cég adatbuszos vezérlő rendszert fejlesztett ki, így lemondhattak a vezérlőkábeles összeköttetésről. A „kocsi-busz” gondoskodik a teljes adatát-vitelről: diagnosztika, hibajelzések stb. A „vonatbusz” biztosítja az egységek közötti adatátvitelt, maximum négy egység között.

## Fűtés és szellőzés
A középső egység klímaberendezéssel van ellátva, a két EW fűtéssel és szellőzéssel. A két EW-ben nem célszerű klímaberendezést telepíteni a gyakori ajtónyitások miatt. A ventilátorok a tetőn helyezkednek el. A szellőzés nyáron friss levegővel, télen friss levegővel és a belső tér levegőjének keverésével üzemel. Az ülések alatt a két EW-ben három, az MW-ben négy fűtőegység található. A fagypont körüli hőmérsékletig a fékezési energiából nyerik a fűtési energiát.

## Utaskényelmi berendezések
A jármű vezetőjének van jegykiadó berendezése, a járműben hat helyen van érvényesítő egység és ezen kívül két helyen automatából is lehet jegyet váltani. A beszálló helyeken és a csuklók térségében LED-kijelzők jelzik a következő állomást. A megállóból való elindulás után 40 m-rel bejön a következő megálló kijelzése. A jármű külső részén, a homlokoldalon fent és az oldalakon fel van tüntetve a célállomás, elektronikusan változtatható módon.
A járművekre 30 év garanciát adott a gyártó, ennek megfelelően a kialakítás olyan, hogy a karbantartást és kisebb javításokat gyorsan, könnyen és kényelmesen el lehessen végezni.
1996 októberében készült el Brüggében az első jármű. 750 V üzemi feszültségen próbálták ki, 70 km/óra sebességgel. Közben a vasúti vizsgálatokat Mindenben végezték. A 15 kV-os próbák is megkezdődtek, és a DB megadta közlekedtetéshez való hozzájárulást. Ez után került az 1001 pályaszámú jármű Saarbrückenbe, ahol a pálya elkészülte után az üzemi teszteket végezték, beleértve a villamos üzemhez tartozó vonatbefolyásoló berendezést is. Csak ez után, 1997 októberében vették végleges használatba. A szériajárművek összeépítése 1996-ban kezdődött meg Brüggenben. Mihelyst egy jármű készen lett, 1000 km gyári futástesztnek vetették alá.

## Vonatbefolyásolás
A DB hálózatán az INDUSI rendszer, a városi villamosvasúti szakaszon az IBIS (Integrierte Bord-Informationssystem) rendszer gondoskodik a vonatbefolyásolásról. A Saarbahnnál egy továbbfejlesztett változatot, a ZUB 200-at építették ki, amely kompatibilis az elődjével.